# Уоллоп, Квентин, 10-й граф Портсмут
Квентин Джерард Кэрью Уоллоп, 10-й граф Портсмут (родился 25 июля 1954 года) — британский пэр и глава семьи Уоллоп, носивший титул учтивости — виконт Лимингтон в 1984 году.

## Ранняя жизнь
Квентин родился 25 июля 1954 года. Его отцом был Оливер Кинцинг Уоллоп, виконт Лимингтон (1923—1984), а матерью — Рут Вайолет (урожденная Слейден) Мейсон (? — 1978). До замужества его родителей его мать, вторая дочь бригадного генерала Джеральда Кэрью Слейдена была замужем за Ричардом Десборо Малкольмом Мейсоном.
Граф учился в Итонском колледже, но не посещал университет.

## Карьера
Квентин сменил своего деда на посту Джерарда Уоллопа, 10-го графа Портсмута (1898—1984), в 1984 году. Он является правнуком Эдварда Боска Слейдена, офицера британской армии. Граф является президентом Консервативной ассоциации Бейсингстока, покровителем Хэмпширского отделения Британского Красного Крестаи старостой церкви Святого Андрея в Фарли-Уоллопе.
С 1987 по 2002 год граф был неисполнительным директором фонда Грейнджера, «основной деятельностью которого являются инвестиции в недвижимость и торговля» и который в 1998 году «заработал £ 8,4 млн при обороте £44 млн». По состоянию на 1999 год ему принадлежало 16,55 % акций, что делало его крупнейшим акционером фирмы.
Сторонник охоты, он был председателем Хэмпширского отделения Game Conservancy Trust с 2001 по 2005 год. Он-ливрейный служащий компании торговцев рыбой.
В 1988 году граф помог финансировать 376 000 фунтов стерлингов судебных расходов Николая Толстого в защите его дела о клевете против лорда Олдингтона. Он также помог финансировать судебные расходы Нила Гамильтона в защите его дела о клевете против Мохаммеда Аль-Файеда.

## Личная жизнь
10 февраля 1981 года он женился на писательнице Кандии Макуильям (род. 1 июля 1955), единственной дочери Колина Макуильяма из Эдинбурга. До развода в 1985 году у них было двое детей:
- Оливер Генри Руфус Уоллоп, виконт Лимингтон (род. 22 декабря 1981), который женился на дизайнере Флоре Паунэлл[1][5].
- Леди Клементина Вайолет Рохаис Уоллоп (род. 20 ноября 1983)[1]

Лорд и леди Портсмут развелись в 1984 году и впоследствии снова поженились. Затем лорд Портсмут женился на Аннабел Фергюссон, дочери доктора Яна Фергюссона, 16 марта 1990 года. У них есть одна дочь:
- Леди Роза Гермиона Аннабел Уоллоп (род. 23 октября 1990)[1].

Граф Портсмут живет в семейном доме Фарли-Хаус в Фарли-Уоллопе, Хэмпшир.